# John H. Reed
John Hathaway Reed (5 janvier 1921 – 31 octobre 2012) est un homme politique américain qui fut le gouverneur du Maine de 1961 à 1967.

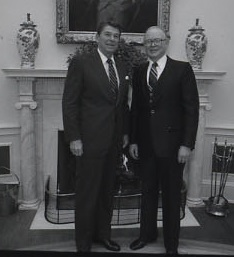
Le président Ronald Reagan et John H. Reed en 1982.

## Biographie
John Hathaway Reed est né le 5 janvier 1921 à Fort Fairfield dans le Maine. Il fit ses études à l’université du Maine puis servit dans la marine américaine lors de la Seconde Guerre mondiale. De retour au pays, il fut élu à la Chambre des représentants du Maine en 1954, ne servant qu’un seul mandat avant d’être élu au Sénat de ce même État dont il sera aussi le président dans les années 1960. Nommé gouverneur du Maine afin de remplacer Clinton Clauson mort en poste, il fut réélu aux élections de 1962, l’emportant à l’arrachée. Il fut défait aux élections de 1966, le démocrate Kenneth Curtis le remplaçant.
Farouche partisan de la guerre au Viêt Nam et très proche du président Lyndon B. Johnson, il fut nommé par ce dernier au National Transportation Safety Board en 1966. Le président Richard Nixon, lui, le nommera ambassadeur au Sri Lanka puis par la suite aux îles Maldives. Il se retira à Washington, lorsqu’il prit sa retraite en 1984. 